# Famille de Sévigné
La famille de Sévigné est une famille de la noblesse bretonne, dont la personnalité la plus connue est la marquise de Sévigné.

## Famille

### Les Sévigné
Jamet de Sévigné (1210-1280) est le fils de Gabillard de Sévigné
Il s'agit d'une famille de vieille et bonne noblesse bretonne, dont le berceau est la seigneurie de Sévigné en Gévezé. Selon Roger Duchêne, les Sévigné n'ont pas de titre nobiliaire français, mais ont fini par sacrifier à l'usage en se faisant appeler barons. L'ancien château des Rochers appartenait en 1270 à Jamet de Sévigné (1210-1280), chevalier, seigneur des Rochers (?). Seul Renaud de Sévigné, en janvier 1657, obtint du roi Louis XIV l'érection en comté de sa terre de Montmoron, qu'il tenait de son épouse. Les lettres d'érection étaient accordées à notre ami et féal conseiller ordinaire en nos conseils, Regnaud de Sévigné, sieur de Montmoron, du Coudray, Chemeré, la Guimbergère, le Pont-Rouault, la Boissière, et doyen des conseillers de nostre cour de Parlement de Bretagne.
La famille prétendait avoir été aux croisades avec Guillaume de Sévigné (né en 1249), contemporain de saint Louis. En tous cas, sa filiation remonte d'une façon certaine à Guy de Sévigné , seigneur dudit lieu Sévigné en Gévezé et de Cesson près de Rennes.
Guy II de Sévigné (né en 1325, décédé avant 1402) et Agard Rataud, héritère du Chastelet en Balazé, avaient eu pour fils Guillaume II de Sévigné (1356-1412), chevalier, seigneur dudit lieu et du Chastelet, marié avec Marguerite de Chàteaugiron. Grâce à son union avec Anne de Mathefelon, ce dernier avait joint à ses autres domaines celui des Rochers près de Vitré.
Son fils Guillaume III de Sévigné (né en 1374, décédé en juin 1443), baron de Sévigné, épousa le 25 février 1427 Isabeau de Malestroit. Leur fils Guillaume IV de Sévigné (né après 1431, décédé en 1491), baron de Sévigné, seigneur du Chastelet, des Rochers, épousa le 10 juillet 1462 de Jacquette de Montmorency.
Ceux-ci eurent deux fils, Guy III de Sévigné et François de Sévigné :
- Guy III de Sévigné (né vers 1470, décédé en 1521), marié avec Gilette de Tréal, dame de Bodégat et du Buron.
  - Christophe de Sévigné (décédé le 22 janvier 1532), seigneur des Rochers et du Chastelet, marié le 24 mai 1519 avec Renée Baraton.
    - Joachim de Sévigné (né après 1520, décédé le 25 avril 1560), seigneur de Sévigné, du Chastelet et des Rochers, marié le 8 juin 1534 avec Marie du Quélennec (née en 1526, décédée en 1550), dame héritière de La Roche-Helgomarc'h, demoiselle du Faou.
      - Pierre de Sévigné (né le 11 janvier 1540, décédé le 24 mars 1571 à Angers, seigneur de Vigneux, baron de Crespon
        - Marie de Sévigné (née en 1564, décédée le 12 août 1635 au château des Rochers), mariée le 15 juin 1584 avec Joachim de Sévigné.
- François de Sévigné (né entre 1469 et 1483, décédé après 1534)), seigneur de Tresmes, auteur de la branche d'Olivet. Marié avec Catherine Marguerite de la Charronnière, dame de la Baudière en Saint-Didier. Il a deux fils : 
  - Bertrand de Sévigné (né en 1504 ou 1505, décédé en 1587) : comme aîné, il reçut la terre d'Olivet en héritage. Il épousa Marguerite de Champagne. Il a un fils :
    - Joachim de Sévigné (né vers 1556, décédé le 19 mai 1612 au château des Rochers-Sévigné), baron d'Olivet. Pendant les guerres de la Ligue, il joue un certain rôle auprès du duc de Mercœur en qualité de maréchal de camp. Rallié ensuite à la cause d'Henri IV de France, il obtient ainsi le collier de l'Ordre de Saint-Michel. Par la suite de son mariage avec sa cousine Marie de Sévigné [voir ci-dessus] (1564-1635), héritière de sa branche ; il recueille les biens de cette branche et devient chef du nom et des armes de la famille de Sévigné. Il a un fils:
      - Charles de Sévigné (né en 1598, décédé le 14 janvier 1635 au château des Rochers-Sévigné), marquis de Sévigné, baron d'Olivet, seigneur des Rochers et autres lieux, lequel, marié en premières noces[5] avec Marguerite Grognet, dame de Vassé, dont il a :
        - Henri de Sévigné (né le 16 mars 1623 à Vitré, décédé le 5 février 1651 à Paris des suites de ses blessures provoquées par un duel avec le chevalier François-Amanieu d'Albret-Miossens, frère puîné du maréchal d'Albret), baron de Sévigné, seigneur des Rochers, marié le 4 août 1644 en l'église Saint-Gervais à Paris avec Marie de Rabutin-Chantal, alias Madame de Sévigné, la marquise de Sévigné.
          - Françoise-Marguerite de Sévigné (baptisée le 10 octobre 1646 en l'église Saint-Paul à Paris, décédée le 13 août 1705 à Mazargues), mariée le 29 janvier 1669 en l'église Saint-Nicolas-des-Champs à Paris avec François-Adhémar de Monteil, comte de Grignan.
          - Charles de Sévigné (né en mars 1648 au château des Rochers-Sévigné, décédé le 26 mars 1713 à Paris), marié le 8 février 1684 en l'église Saint-Aubin de Rennes avec Jeanne-Marguerite de Bréhand-Mauron.

  - Gilles de Sévigné (né entre 1555 et 1559, décédé le 25 mai 1610 à Rennes), sire de Saint-Didier, époux de Charlotte de Montmoron (née avant 1557, décédée en 1622 à Rennes), dame dudit lieu, et devint ainsi la tige de la branche de Montmoron.
    - Renaud de Sévigné (baptisé le 7 novembre 1592 en l'église Saint-Sauveur de Rennes, décédé le 5 septembre 1657 au château de Montmoron en Romazy), comte de Montmoron
      -  Charles de Sévigné (né en décembre 1622, décédé le 28 septembre 1684 au château de Montmoron en Romazy, époux de Marie Dreux.
      - Anne de Sévigné (baptisée le 25 novembre 1624 en l'église Saint-Étienne de Rennes, décédée le 22 décembre 1675), marié avec Louis Lefebvre de Caumartin.

### Les Sévigné-Montmoron
Gilles de Sévigné, époux de Charlotte de Montmoron ont deux enfants :
- Renaud de Sévigné
  - Christophe-Jacques de Sévigné, qui prenait le titre de chevalier de Montmoron ;
  - Jacques-Christophe de Sévigné, qui prenait le titre de chevalier de Sévigné. Par contrat du 10 août 1680, il épouse devant les notaires de Landerneau, Marie-Anne de Mescan, fille de Guillaume et d'Anne Franquet, seigneur et dame de Stangier, de Penfrat. Le couple a 3 enfants :
    - Joseph, né à Brest le 13 mai 1683 et baptisé trois jours après dans l'église des Sept-Saints de Brest, mort le 12 août 1688 au château du Coudray[6] ;
    - une fille morte en naissant et inhumée à Brest le 9 octobre 1685 ;
    - Marie-Charlotte, née vers 1686. Elle épouse en été 1706, Toussaint Le Bihan, écuyer, seigneur de Pennelé, fils de Jean Le Bihan, seigneur de Pennelé, et de Gillette Gourie de Lanoster, descendant d'une ancienne famille du pays de Morlaix, qui portait pour armes : de sable semé de billettes d'argent et au lion de même manière brochant sur le tout, et avait été maintenue en 1669 dans sa noblesse. Il demeurait au château de Pennelé à Saint-Martin-des-Champs.
- Anne de Sévigné qui épouse avant 1627, Nicolas de Bourgneuf, conseiller au Parlement de Bretagne.

## Armoiries et devise
Le blasonnement est le suivant écartelé de sable et d'argent.
Daniel Voysin de La Noiraye dans sa Recherche de 1667 place les Sévigné-Montmoron comme appartenant à la noblesse du Maine ; on voit ainsi figurer René-Charles de Sévigné sur la 
liste des nobles de la Généralité de Tours. Par contre, il obtient en 1670, tant pour lui que pour ses frères René, abbé de Genestoux, Christophe-Jacques et Jacques-Christophe, un arrêt de maintenue de la Chambre de réformation de la noblesse bretonne.
Les armoiries des Sévigné-Montmoron sont enregistrées dans le registre de la noblesse de Bretagne avec la mention suivante : Ecu des armoiries dont demande la réception à la grande maîtrise et Enregistrement à l'armorial général Messire Christophe-Jacques de Sévigné, chevalier de Monmoron, capitaine des vaisseaux du Roy, de la province de Bretagne, étant pour le service de S. M. à Brest, qui porte : écartelé de sable et d'argent, présenté au bureau de la maîtrise de Bretagne à Brest le 11 avril 1697».